# Ландшафт

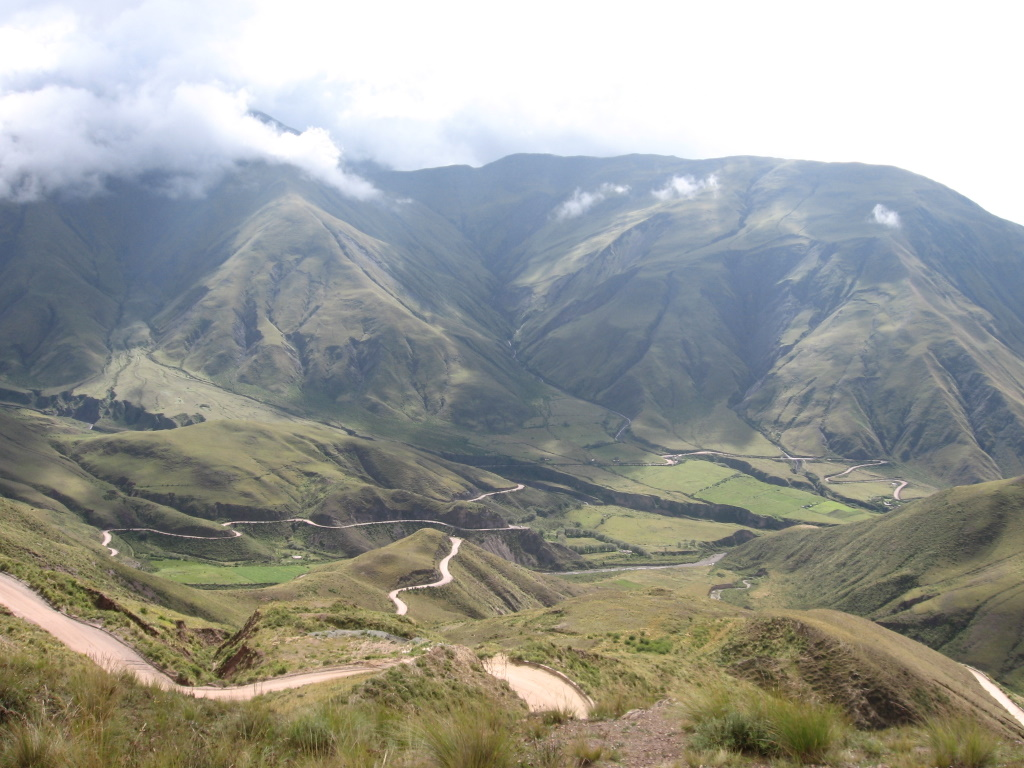
Ландшафт

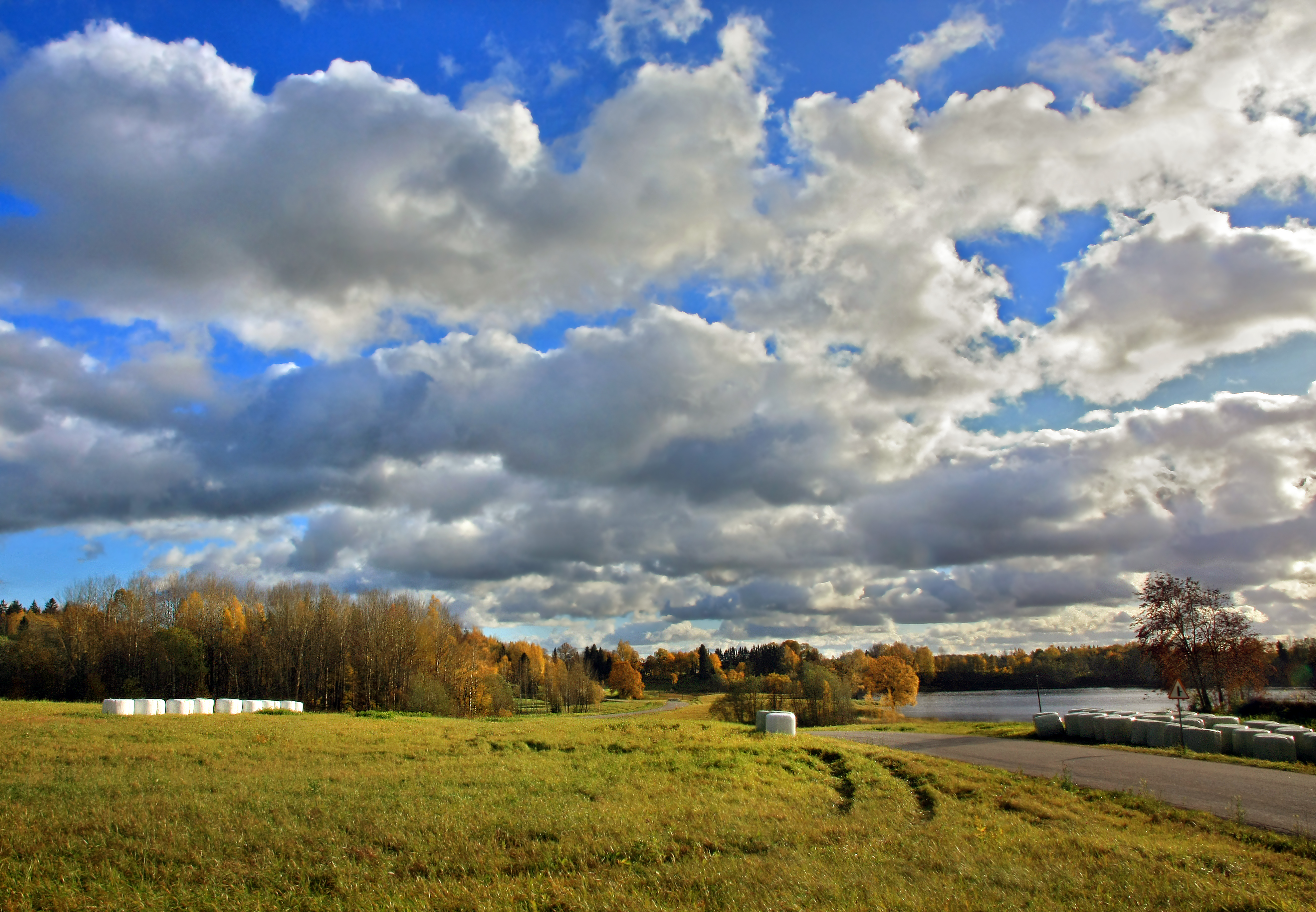
Озеро в природном парке Хааня. Ландшафт. Южная Эстония

Ландша́фт (нем. Landschaft, вид местности, от Land — земля и schaft — суффикс, выражающий взаимосвязь, взаимозависимость; дословно может быть переведён как «образ края») — конкретная территория, однородная по своему происхождению, истории развития и неделимая по зональным и азональным признакам. Согласно географическому словарю Института географии Российской Академии наук,  географический ландшафт представляет собой однородную по происхождению и развитию территорию, с присущими ей специфическими природными ресурсами.
Можно выделить три трактовки слова «ландшафт»: региональная, типологическая, общая.
Общая трактовка слова «ландшафт» содержится в трудах Д. Л. Арманда и Ф. Н. Милькова. В их понимании синонимами ландшафта выступают природный территориальный комплекс (ПТК), географический комплекс.
В соответствии с региональной (или индивидуальной) трактовкой, ландшафт понимается как конкретный индивидуальный ПТК, имеющий географическое название и точное положение на карте. Такая точка зрения высказана Л. С. Бергом, А. А. Григорьевым, С. В. Калесником, поддержана Н. А. Солнцевым, А. Г. Исаченко.
По типологической трактовке (Л. С. Берг, Н. А. Гвоздецкий, В. А. Дементьев), ландшафт — это тип или вид природного территориального комплекса. В почвоведении существует понятие о типах и видах почв, в геоморфологии — о типах рельефа, а в ландшафтоведении можно говорить о типах, родах, видах ландшафта. Типологический подход необходим при средне- и мелкомасштабном картографировании ПТК значительных по площади регионов.
Существуют два подхода к понятию ландшафта:
- Первый приравнивает ландшафт к окружающей среде (климатические и географические условия), которая существует независимо от проживающих в ней людей, которая не подвергалась существенным и заметным изменениям человека[3].
- Второй исходит из культурологической природы ландшафта. Ландшафт — это «система способов репрезентации, структурирования и символизирования окружающей среды»[4]. Инголд трактует ландшафт как «мир в том виде, в каком он известен и представляется его обитателям». Ландшафт — это образцы активности, трансформировавшиеся в пространственное расположение элементов, внешние формы моделей человеческой деятельности[5].

## Этимология
Слово заимствовано из общелитературного языка, где оно связывается, как правило, с визуальными впечатлениями от пейзажа, картины природы, местности.
В отечественную географию слово введено  Александром Гумбольдтом, заимствовавшим его из немецкого языка. По мнению Е. Ю. Колбовского наиболее близкое к слову «ландшафт» в русском языке слово «местность». «Ландшафт» в польском переводе «крайобраз» передаёт смысл этого слова «образ края».

## История понятия

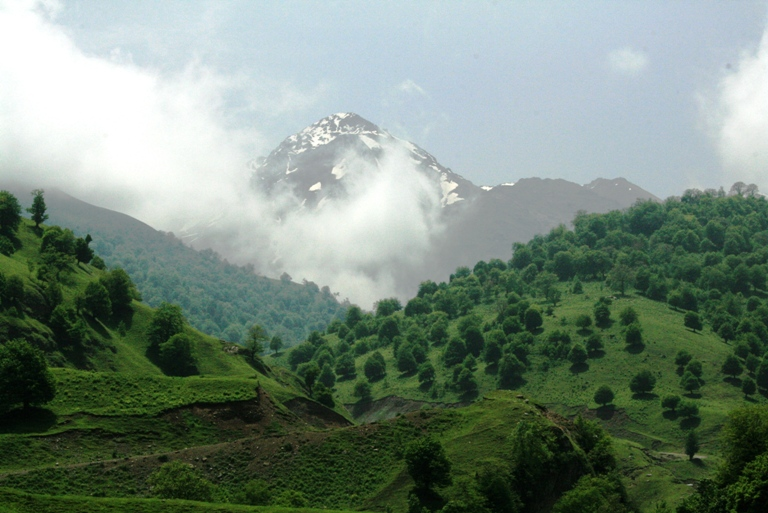
Мравский хребет, Нагорный Карабах

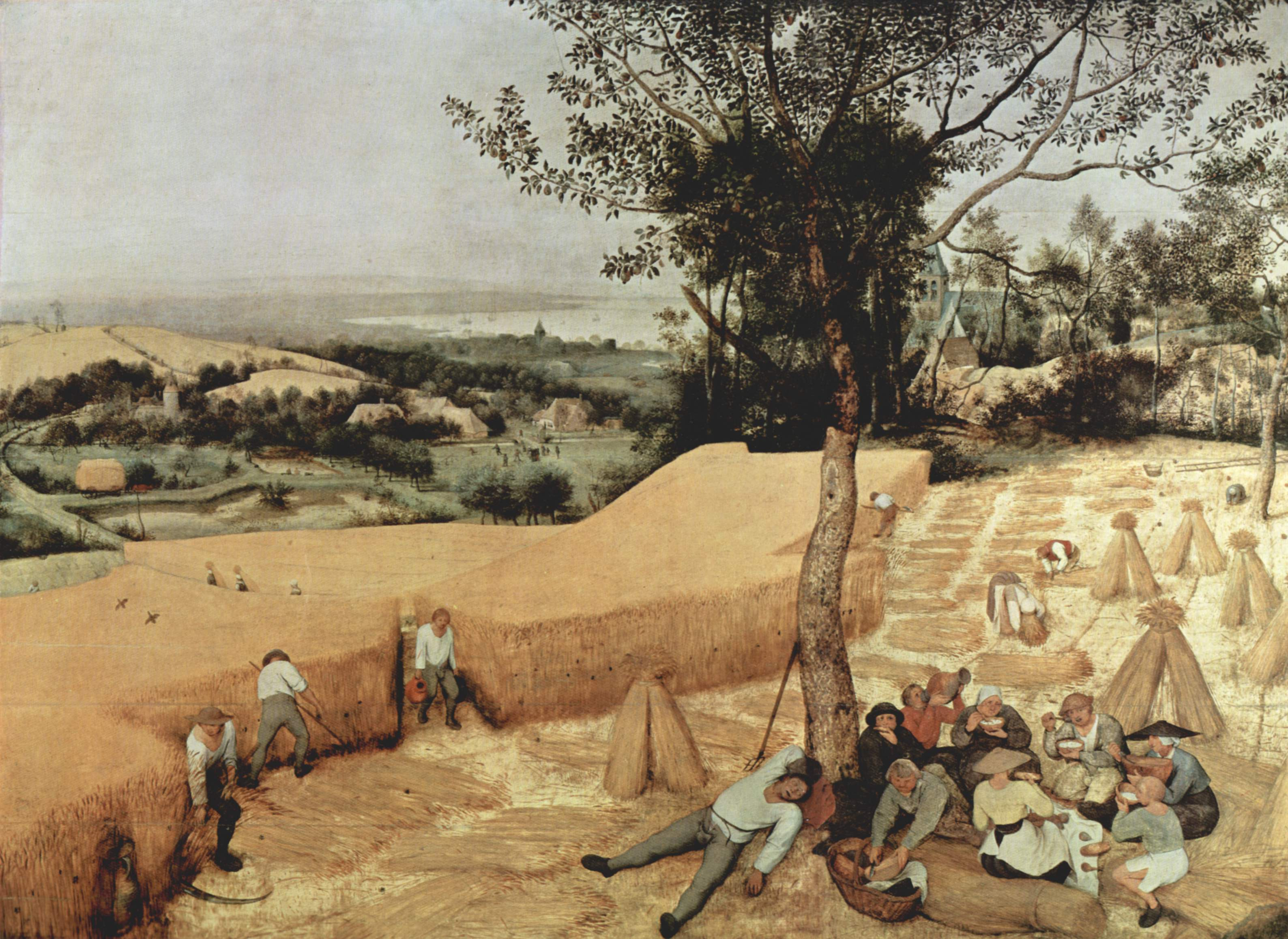
Пример ландшафтной живописи
Питер Брейгель. Жатва. Месяц август. 1565 г.

Существует три трактовки термина «ландшафт»: региональная, типологическая, общая.
В соответствии с региональной (или индивидуальной) трактовкой ландшафт понимается как конкретный индивидуальный ПТК, имеющий географическое название и точное положение на карте. Такая точка зрения высказана Л. С. Бергом, А. А. Григорьевым, С. В. Калесником, поддержана Н. А. Солнцевым, А. Г. Исаченко.
По типологической трактовке (Л. С. Берг, Н. А. Гвоздецкий, В. А. Дементьев) ландшафт — это тип или вид природного территориального комплекса. В почвоведении существует понятие о типах и видах почв, в геоморфологии — о типах рельефа, а в ландшафтоведении можно говорить о типах, родах, видах ландшафта. Типологический подход необходим при средне- и мелкомасштабном картографировании ПТК значительных по площади регионов. Общая трактовка термина «ландшафт» содержится в трудах Д. Л. Арманда и Ф. Н. Милькова. В их понимании синонимами ландшафта выступают природный территориальный комплекс, географический комплекс.
Ландшафты, измененные хозяйственной деятельностью человека, следует подразделять на культурные и природно-антропогенные. Культурный ландшафт формируется в результате сознательной, целенаправленной деятельности человека для удовлетворения тех или иных практических потребностей. Природно-антропогенные ландшафты (ПАЛ) представляют собой комплексы, которые раз возникнув под влиянием человеческой деятельности, в дальнейшем развиваются самостоятельно.
Впервые слово ландшафт прозвучало в IX веке в трудах монахов Фульдского монастыря в Германии. Они при переводе с латыни «Евангелической гармонии» богослова Татиана заменили слово лат. regio — район, страна на lantscaf, что значит «единая священная земля, единой паствы (~ земля обетованная), территория, упорядоченная, согласно общегерманскому плану; форма, соответствующая содержанию, которое суть благодать,
нисходящая на „братьев и сестер во Христе“». В дальнейшем это понятие постепенно трансформировалось в понятие, далекое от первоначального смысла. Ландшафт укладывается в рамки административно-территориального и административного понятия. К XVI веку начинает развиваться ландшафтная (пейзажная) живопись. На картинах изображались типичные виды земель. К началу XIX века ландшафт можно было охарактеризовать как окружающую наблюдателя территорию, которую можно осмотреть единым взглядом и которая Отличалась бы от соседних участков характерными индивидуальными чертами. С начала XX века термин «ландшафт» широко употребляется в географии, а со второй половины XX века — также в экологии.
Существуют различные толкования понятия ландшафт. Один из подходов приравнивает ландшафт к окружающей среде (климатические и географические условия), которая существует независимо от проживающих в ней людей, которая не подвергалась существенным и заметным изменениям человека.
Другой подход исходит из культурологической природы ландшафта. Ландшафт — это «система способов репрезентации, структурирования и символизирования окружающей среды». Инголд трактует «ландшафт, как мир в том виде, в каком он известен и представляется его обитателям». Ландшафт — это образцы активности, трансформировавшиеся в пространственное расположение элементов, внешние формы моделей человеческой деятельности.
В конце 20-го - начале 21-го века стало очевидным, что традиционные представления и понятия о ландшафте, развивавшиеся прежде, себя исчерпали. "Ландшафт", помимо воли географов (придерживающихся  консервативных  взглядов), начал использоваться в далёких от географии областях науки (например, "космический ландшафт" физика Сасскинда) и культуры ("духовный", ""лингвистический", "ассоциативный" и другие "гуманитарные"  ландшафты), свидетельствует о том, что понятие ландшафта, как научное  понятие, либо размывается, либо требует кардинального переосмысления в контексте той методологии науки, которая называется постмодернистской. На такое переосмысление явно или неявно, направлены работы таких современных географов как  А.К. Черкашин (Иркутск), Ю.Г. Тютюнник (Киев), Д.Н. Замятин (Москва), А.Н. Ковалёв (Харьков) и др. Понятие ландшафта, как фундаментальное научное понятие, претерпевает существенные трансформации, что для  эволюции науки (ландшафтоведения, географии) вполне нормально. 

## Свойства географического ландшафта
- является самой малой комплексной природной единицей (площадью в десятки или несколько сотен км2), которая может своими природными условиями и ресурсами обеспечить расселение, жизнь и труд небольшого человеческого сообщества.
- все компоненты ландшафта тесно взаимосвязаны между собой, образуя систему. Ландшафт представляет собой геосистему, обладающей, как и все системы, эмерджентностью[1].
- ландшафт довольно чётко выражен по отношению к другим ландшафтам, при этом он тесно взаимодействует с соседними ландшафтами, из этого следует ещё одно свойство ландшафтов (образуемой ими ландшафтной оболочки) — континуальность и дискретность.

## Структура географического ландшафта
Географический ландшафт имеет:
- единый геологический фундамент;
- однородный рельеф;
- климат (баланс тепла и влаги);
- характер и обилие поверхностных и подземных вод;
- определённый «набор» типов почв;
- закономерно повторяющиеся типы растительного покрова;
- единый биоценоз или закономерно повторяющиеся в пространстве комплексы биоценозов.

## Природные процессы, протекающие в ландшафте
Формирование ландшафта происходит под воздействием комплекса одновременных и разнонаправленных процессов, обусловленных взаимодействием компонентов ландшафта рельефа, климата, геологической структуры, почв, растительного и животного мира, а также человеческой деятельности.
Взаимодействие и обмен веществ между компонентами одного географического ландшафта однотипны и зависят от количества поступающей солнечной энергии и ритма её поступления. Совокупность данных процессов определяют возобновляемость и производительность природных ресурсов ландшафта.

## Классификация

### Классификация категорий ландшафтов по структурно-генетическому принципу по В. А. Николаеву
Профессор МГУ предложил классификацию категорий ландшафтов по структурно-генетическому принципу.
| Таксон     | Принцип выделения                                                                                            | Примеры ландшафтов                                               |
| ---------- | --- | ---------------------------------------------------------------- |
| Отдел      | Тип контакта и взаимодействие геосфер в структуре ландшафтной оболочки                                       | Водные и наземные                                                |
| Система    | Энергетическая база ландшафтов, поясно-зональные различия.                                                   | Субарктические, бореальные, суббореальные                        |
| Подсистема | Климатические различия, континентальность климата                                                            | Умеренно континентальные, континентальные, резко континентальные |
| Класс      | Морфоструктуры высшего порядка, тип природной зональности                                                    | Равнинные и горные                                               |
| Подкласс   | Ярусная дифференциация ландшафтов в горах и на равнинах                                                      | Низменные, низинные, возвышенные                                 |
| Группа     | Тип водного режима, степень увлажнения                                                                       | Гидроморфные и элювиальные                                       |
| Тип        | Почвенные, биологические и климатические признаки на уровне типов почв и классов растительных формаций       | Лесостепные, степные, болотные, луговые                          |
| Подтип     | Почвенные, биологические и климатические признаки на уровне подтипов почв и подклассов растительных формаций | Лугово-лесные, лесо-луговые                                      |
| Род        | Генетический тип рельефа                                                                                     | Мелкосопочные, плоскоравнинные, древнеаллювиальные               |
| Подрод     | Генетические типы поверхностных пород                                                                        | Лёссово-суглинистые                                              |
| Вид        | Сходство доминирующих урочищ                                                                                 | Плосковолнистые древнеаллювиальные равнины                       |

### По генезису
- природные
  - болотные
- антропогенные
  - культурные
  - акультурные (природно-антропогенные)
  - агрикультурные

### По масштабу
- зональные
- региональные
- локальные
- элементарные

### По целям изучения
- географические
- геологические
- геохимические

## Географический ландшафт в других отраслях естественно-научного знания
В ландшафтной экологии под ландшафтом понимают повторяющуюся мозаику взаимодействующих местообитаний и организацию рисунка дневной (видимой) поверхности. В то же время в ландшафтной экологии выделяют ландшафты отдельных видов животных, размеры которых зависят от их экологических характеристик: от десятков квадратных метров для насекомых до сотен квадратных километров для крупных млекопитающих и птиц.
В научной литературе встречаются термины «почвенный ландшафт» и «ландшафт растительности». Такое употребление обусловлено необходимостью обозначения монокомпонентных образований.
Кроме того, выделяется геохимический ландшафт, который генетически и функционально связан с географическим ландшафтом, но не тождественен ему. Изучение геохимических ландшафтов представляет значимость при проведении геологических изысканий, а также в ходе анализа экологической устойчивости территории.

## Иные определения ландшафта
Российский географ Ю. П. Пармузин, 1964: «Генетически однородная территория, сложенная однотипной горной породой и современной корой выветривания, имеющая однотипный рельеф и сток, типически и закономерно повторяющийся микроклимат, почвенные разности, растительные ассоциации, а также определенные виды микроорганизмов и животного вида с однотипно идущими процессами развития; обычно это территория в той или иной степени преобразована человеком»